# Vol 539 d'Ariane 5
Le vol 539 (V-182) d'Ariane 5-ECA a eu lieu le 18 avril 2008. Il s'agit du 39e vol d'une fusée Ariane 5.

## Lanceur

Schéma du lanceur.

Le lanceur est une fusée Ariane 5-ECA composée de deux étages d'accélération à poudre (EAP) fabriqués par Astrium Space Transportation, chargés de 240 t de propergol solide et équipés d'un moteur à propergol solide fabriqué par Europropulsion. L'étage principal cryotechnique (EPC) est fabriqué par Astrium Space Transportation, chargé de 173 t de propergol liquide (oxygène et hydrogène liquides refroidis respectivement à −253 °C et −183 °C) et équipé d'un moteur Vulcain II fabriqué par Snecma. L'étage supérieur cryogénique (ESC-A) est fabriqué par Astrium Space Transportation, chargé de 14,6 t de propergol liquide et propulsé par un moteur HM-7B fabriqué par Snecma.

## Charge utile
La charge utile comporte deux satellites de télécommunications d'une masse totale de 7 762 kg.

### StarOne C2 (Brésil)
StarOneC2, opéré par le brésilien StarOne, a été construit par Thales Alenia Space. D'un poids de 4 100 kg, il est le 8e satellite brésilien à être lancé par Ariane 5.

### Vinasat-1 (Viêt Nam)
Premier satellite de télécommunications Vietnamien, Vinasat-1, opéré par Vietnam Post and Telecommunications Corporation et construit par Lockheed Martin Commercial Space Systems. Il a un poids de 2 600 kg et sa durée de vie est de 15 ans.

## Plan de vol
La fusée est lancée de l'ensemble de lancement Ariane 5 (ELA-3) du centre spatial guyanais.
La fenêtre de lancement est comprise entre 22 h 16 et 23 h 23 UTC. L'orbite visée a une inclinaison par rapport à l'équateur de 2°, un périgée de 250 km et un apogée à l'injection de 35 028 km.
Le premier étage cryogénique (EPC) a été allumé à 22 h 17, soit une minute après l'ouverture de la fenêtre de lancement.
Le vol est un succès.

## Référence
- Documentation Arianespace